# Anthony Doerr
Anthony Doerr (Cleveland, 1973. október 27. –) amerikai regény- és novellaíró.

## Fiatalkora és iskolái
Az ohiói Clevelandben nevelkedett, és a közeli University Schoolba járt, ahol 1991-ben végzett. Ezután a Maine állambeli Brunswickban lévő Bowdoin College-ban történelem szakon végzett, és 1995-ben diplomázott. A Bowling Green State University-n szerzett MFA diplomát.

## Pályafutása
Doerr első könyve egy novelláskötet volt, The Shell Collector (A kagylógyűjtő, 2002) címmel. A történetek közül sok Afrika és Új-Zéland országaiban játszódik, ahol dolgozott és élt. Első regénye, az About Grace (Grace-ről) 2004-ben jelent meg. Four Seasons in Rome (Négy évszak Rómában) című memoárja 2007-ben jelent meg, második novelláskötete, a Memory Wall (Emlékfal) pedig 2010-ben.
Második regénye, a 2014-ben megjelent All the Light We Cannot See (A láthatatlan fény) a második világháború alatt, a megszállt Franciaországban játszódik. Jelentős kritikai elismerést kapott, és döntős volt a National Book Award for Fiction díjra. 2015-ben a könyv a New York Times bestsellere volt, és az újság 2014 egyik figyelemre méltó könyvének nevezte. 2015-ben elnyerte a Pulitzer-díjat szépirodalomért. 2015-ben második helyezett volt a Dayton Irodalmi Béke-díj szépirodalmi díjáért, és 2015-ben elnyerte az Ohioana Library Association Book Award for Fiction díját.
Doerr tudományos könyvekről szóló rovatot ír a The Boston Globe-nak, és a The Morning News online magazin munkatársa.
2007 és 2010 között ő volt Idaho állam Writer in Residence írója.
Harmadik regénye, a Cloud Cuckoo Land (Felhőkakukkvár) három, időben szétszórt történetszálat követ: a 13 éves Anna és Omeir, egy elárvult varrónő és egy elátkozott fiú a félelmetes városfalak ellentétes oldalán Konstantinápoly 1453-as ostromakor; a tizenéves idealista Seymour és a nyolcvanéves Zeno egy közkönyvtár elleni támadásban a mai Idahóban; és az évtizedekkel későbbi Konstance, aki a legrégebbi történetekhez fordul, hogy a veszélyben lévő közösségét eligazítsa. A Cloud Cuckoo Land 2021. szeptember 28-án jelent meg. A 2021-es National Book Award for Fiction díjra jelölték.

## Magánélete
Doerr házas, ikergyermekei vannak, és az idahói Boise-ban él.

## Bibliográfia

### Regények
- About Grace (2004) ISBN 978-0-7432-6182-1
- All the Light We Cannot See(wd) (2014) ISBN 1476746583
- Cloud Cuckoo Land(wd) (2021) ISBN 978-1-982168-43-8

### Novellák
Gyűjtemények
- The Shell Collector (2002) ISBN 1439190054
- Memory Wall (2010) ISBN 978-1-4391-8280-2

Szerkesztett antológiák
- The Best American Short Stories 2019 (Editor) ISBN 978-1-3284-6582-5

### Emlékiratok
- Four Seasons in Rome: On Twins, Insomnia, and the Biggest Funeral in the History of the World (2007) ISBN 978-1-4165-4001-4

### Esszék és tudósítások
- Doerr, Anthony (2010). „Two nights”. Fugue(wd) 38 (Winter–Spring 2010), 45-54. o.
- Doerr, Anthony.szerk.: Henderson, Bill: Two nights, The Pushcart Prize XXXVII : best of the small presses 2013. Pushcart Press, 208-216. o. (2013. március 19.)

### Kritikai tanulmányok
- Wood, James (2021. október 4.). „Connect the dots : everything must converge in Anthony Doerr's 'Cloud cuckoo land'”. The New Yorker 97 (31), 69–72. o.[a]

———————
Megjegyzések
1. ↑  Az online változat címe: "Anthony Doerr's optimism engine".

### Magyarul megjelent
- A láthatatlan fény (All the Light We Cannot See) – Alexandra, Pécs, 2015 · ISBN 9789633576250 · Fordította: Csonka Ágnes
- Felhőkakukkvár (Cloud Cuckoo Land) – Alexandra, Pécs, 2022 · ISBN 9789635822676 · Fordította: Stemler Miklós

## Díjai
- 2002: Barnes & Noble Discover Prize, for The Shell Collector
- 2002: O. Henry Prize for "The Hunter's Wife" (Short story)
- 2003: New York Public Library's(wd) Young Lions Fiction Award(wd), winner, The Shell Collector
- 2003: O. Henry Prize for "The Shell Collector" (Short story)
- 2005: Rome Prize(wd) in Literature from the American Academy in Rome(wd)
- 2005, 2011: Ohioana Book Award for About Grace and Memory Wall, respectively
- 2008: O. Henry Prize for "Village 113" (Short story)
- 2010: Guggenheim Fellowship(wd)
- 2011: The Story Prize(wd), winner, Memory Wall
- 2011: Sunday Times EFG Private Bank Short Story Award, winner, "The Deep"[18][19]
- 2012: O. Henry Prize for "The Deep" (Short story)
- 2014: finalist for the National Book Award for Fiction(wd)
- 2015: Pulitzer Prize for All the Light We Cannot See(wd)
- 2021: O. Henry Prize for "The Master’s Castle" (Short story)

## Fordítás
- Ez a szócikk részben vagy egészben  az   Anthony Doerr című angol Wikipédia-szócikk fordításán alapul.  Az eredeti cikk szerkesztőit annak laptörténete sorolja fel. Ez a jelzés csupán a megfogalmazás eredetét és a szerzői jogokat jelzi, nem szolgál a cikkben szereplő információk forrásmegjelöléseként.